# Факундо Сабала
Факундо Сабала (ісп. Facundo Zabala, нар. 2 січня 1999, Росаріо) — аргентинський футболіст, захисник еміратського клубу «Аль-Айн», у якому грає в оренді з парагвайського клубу «Олімпія» (Асунсьйон). Виступав також за низку клубів з різних країн.

## Ігрова кар'єра
Факундо Сабала народився 1999 року в місті Росаріо, та є вихованцем футбольної школи місцевого клубу «Росаріо Сентраль». Проте на батьківщині в професійних клубах Сабала не грав, і в 2019 році перейшов до складу костариканського клубу «Алахуеленсе», в якому аргентинець грав до 2021 року.
У 2021 році футболіст перейшов до складу кіпрського клубу АПОЕЛ, у якому виступав до 2022 року, де став гравцем основного складу команди. У 2022 році аргентинський захисник перейшов до італійського клубу «Венеція», проте гравцем основного складу не став, зігравши в чемпіонаті лише 1 матч, і на початку 2023 року Сабала перейшов до парагвайського клубу «Олімпія» (Асунсьйон). У команді з парагвайської столиці аргентинець зумів стати гравцем основного складу. У середині 2025 року «Олімпія» віддала футболіста в оренду до еміратського клубу «Аль-Айн».